# 42 (число)
Вижте пояснителната страница за други значения на 42.
42 (четиридесет и две) е естествено, цяло число което се намира между простите числа 41 и 43.
Четиридесет и две с арабски цифри се записва „42“, а с римски цифри – „XLII“. Числото 42 е съставено от две цифри от позиционните бройни системи – 4 (четири) и 2 (две).

## Общи сведения
- 42 е четно число.
- 42 е атомният номер на елемента молибден.
- 42-рият ден от годината е 11 февруари.
- 42 е година от Новата ера.
- 42 е и псевдоним на българския хип-хоп изпълнител „Петър Иванов“.

## Любопитни факти
- 42 е „Отговорът на Въпроса за живота, вселената и всичко останало“ (the answer to life the universe and everything) в Гугъл – по книгата „Пътеводител на галактическия стопаджия“ на Дъглас Адамс.